# Cesáreo Onzari
Cesáreo Juan Onzari (ur. 22 lutego 1903 w Buenos Aires – zm. 7 stycznia 1964 tamże) – argentyński piłkarz, grający podczas kariery na pozycji napastnika.

## Kariera klubowa
Cesáreo Onzari podczas piłkarskiej kariery występował w CA Huracán (z krótką przerwą na grę w Boca Juniors). Z Huracánem czterokrotnie zdobył mistrzostwo Argentyny w 1921, 1922, 1925 i 1928.

## Kariera reprezentacyjna
W reprezentacji Argentyny Onzari występował w latach 1922–1924. W reprezentacji zadebiutował 22 października 1922 w wygranym 1-0 towarzyskim meczu z Chile. W 1923 wystąpił w Mistrzostwach Ameryki Południowej. Na turnieju w Montevideo wystąpił we wszystkich trzech meczach, strzelając bramkę w meczu z Brazylią.
2 października 1924 w wygranym 2-1 towarzyskim meczu z Urugwajem Onzari jako pierwszy zawodnik na arenie międzynarodowej zdobył bramkę bezpośrednio z rzutu rożnego. Bramkę jego nazwano Gol Olimpico, a Onzari zyskał przydomek El Olimpico. W tym samym roku po raz drugi uczestniczył w Mistrzostwach Ameryki Południowej. Na turnieju w Montevideo wystąpił we wszystkich trzech meczach, strzelając bramkę w meczu z Chile. Mecz z Urugwajem był jego ostatnim meczem w reprezentacji.
Ogółem w barwach albicelestes wystąpił w 15 meczach, w których zdobył 6 bramek.
| Mecze i gole w reprezentacji | Mecze i gole w reprezentacji | Mecze i gole w reprezentacji | Mecze i gole w reprezentacji | Mecze i gole w reprezentacji | Mecze i gole w reprezentacji | Mecze i gole w reprezentacji |
| #                            | Data                         | Miasto                       | Przeciwnik                   | Gol                          | Wynik                        | Rozgrywki                    |
| ---------------------------- | ---------------------------- | ---------------------------- | ---------------------------- | ---------------------------- | ---------------------------- | ---------------------------- |
| 1.                           | 22.10.1922                   | Buenos Aires                 | Chile                        |                              | 1:0                          | towarzyski                   |
| 2.                           | 24.06.1923                   | Buenos Aires                 | Urugwaj                      |                              | 0:0                          | Copa Lipton                  |
| 3.                           | 15.07.1923                   | Buenos Aires                 | Urugwaj                      | Gol                          | 2:2                          | Copa Ministro                |
| 4.                           | 30.09.1923                   | Montevideo                   | Urugwaj                      |                              | 2:0                          | Gran Premio Uruguayo         |
| 5.                           | 28.10.1923                   | Montevideo                   | Paragwaj                     |                              | 4:3                          | Copa América                 |
| 6.                           | 18.11.1923                   | Montevideo                   | Brazylia                     | Gol                          | 2:1                          | Copa América                 |
| 7.                           | 02.12.1923                   | Montevideo                   | Urugwaj                      |                              | 0:2                          | Copa América                 |
| 8.                           | 09.12.1923                   | Buenos Aires                 | Brazylia                     | Gol                          | 2:0                          | Copa Roca                    |
| 9.                           | 15.05.1924                   | Asunción                     | Paragwaj                     | Gol                          | 3:1                          | Copa Chevallier Boutell      |
| 10.                          | 18.05.1924                   | Asunción                     | Paragwaj                     |                              | 1:2                          | Copa Chevallier Boutell      |
| 11.                          | 21.09.1924                   | Montevideo                   | Urugwaj                      |                              | 1:1                          | towarzyski                   |
| 12.                          | 02.10.1924                   | Buenos Aires                 | Urugwaj                      | Gol                          | 2:1                          | towarzyski                   |
| 13.                          | 12.10.1924                   | Montevideo                   | Paragwaj                     |                              | 0:0                          | Copa América                 |
| 14.                          | 25.10.1924                   | Montevideo                   | Chile                        | Gol                          | 2:0                          | Copa América                 |
| 15.                          | 02.11.1924                   | Montevideo                   | Urugwaj                      |                              | 0:0                          | Copa América                 |